# High Roller for One Drop 2017 (WSOP)
Das High Roller for One Drop der WSOP 2017 war die vierte Austragung dieses Pokerturniers. Es wurde vom 2. bis 5. Juni 2017 im Rahmen der World Series of Poker im Rio All-Suite Hotel and Casino in Paradise am Las Vegas Strip ausgespielt und war mit seinem Buy-in von 111.111 US-Dollar hinter dem Super High Roller Bowl und High Roller for One Drop der WSOPE das drittteuerste Pokerturnier des Jahres 2017.

## Struktur

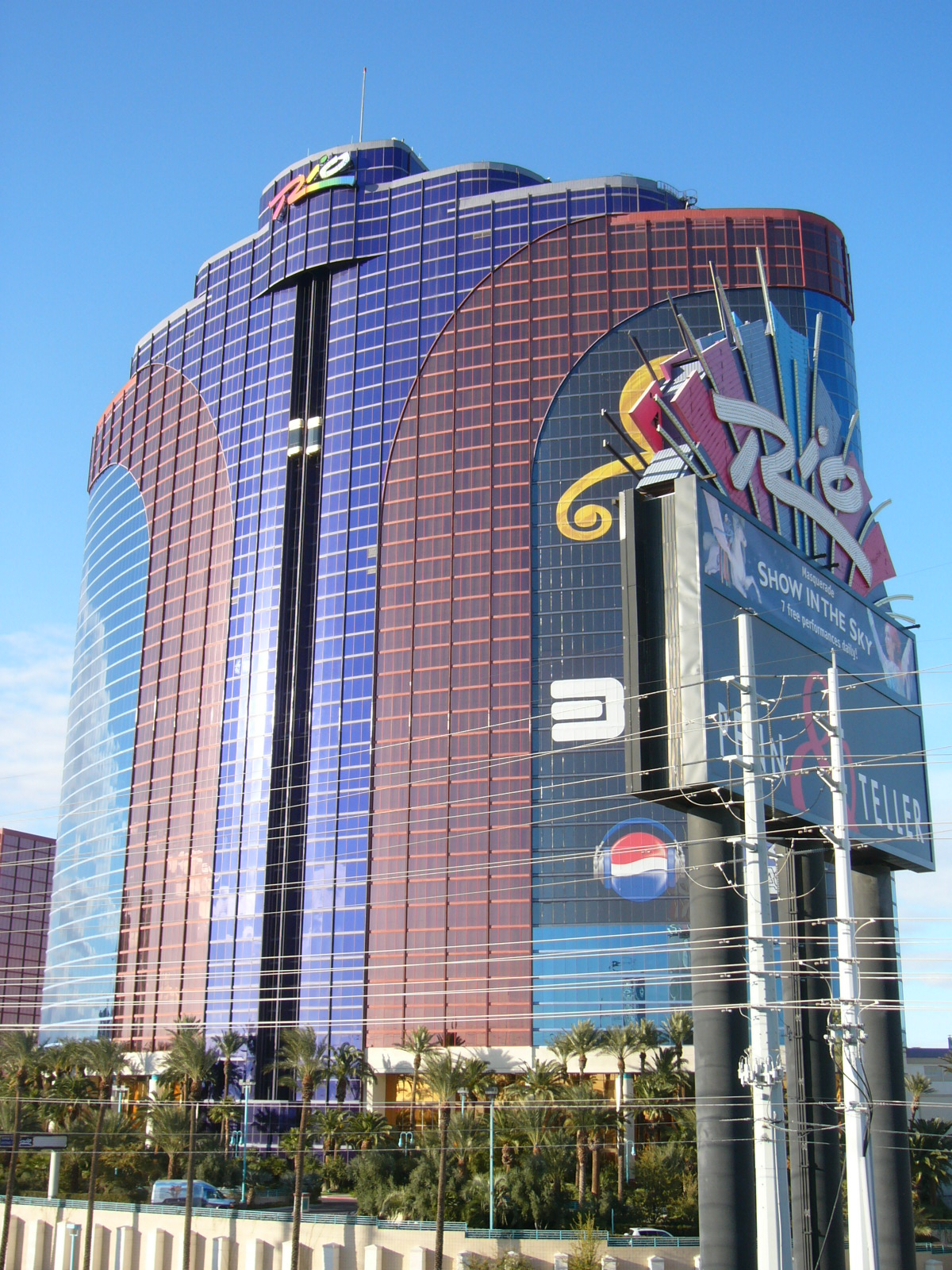
Das Rio All-Suite Hotel and Casino am Las Vegas Strip

Das High-Roller-Turnier in der Variante No Limit Hold’em war das sechste Turnier der World Series of Poker 2017 und das teuerste Event auf dem Turnierplan. Insgesamt nahmen 130 Spieler teil, die einen Preispool von knapp 14 Millionen US-Dollar generierten.

## Ergebnisse

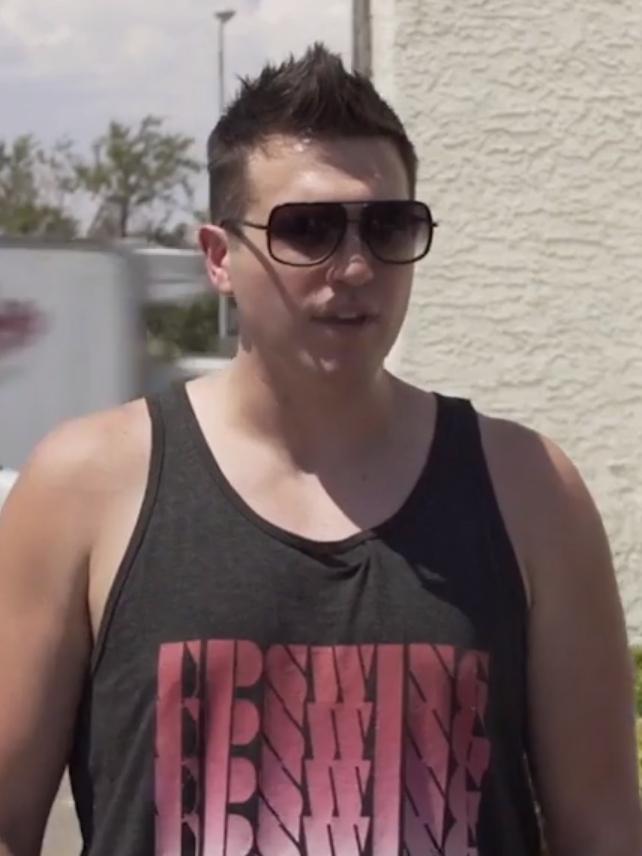
Doug Polk (2017)

Sieger Doug Polk erhielt neben dem Preisgeld sein drittes Bracelet. Für die Teilnehmer gab es 20 bezahlte Plätze:
| Platz | Herkunft               | Spieler              | Preisgeld (in $) |
| ----- | ---------------------- | -------------------- | ---------------- |
| 1     | Vereinigte Staaten     | Doug Polk            | 3.686.865        |
| 2     | Frankreich             | Bertrand Grospellier | 2.278.657        |
| 3     | Italien                | Dario Sammartino     | 1.608.295        |
| 4     | Kanada                 | Haralabos Voulgaris  | 1.158.883        |
| 5     | Vereinigte Staaten     | Chris Moore          | 0.852.885        |
| 6     | Schweden               | Martin Jacobson      | 0.641.382        |
| 7     | Deutschland            | Rainer Kempe         | 0.493.089        |
| 8     | Vereinigte Staaten     | Andrew Robl          | 0.387.732        |
| 9     | Vereinigte Staaten     | Michael Kamran       | 0.312.006        |
| 10    | Vereinigte Staaten     | Phil Hellmuth        | 0.312.006        |
| 11    | Vereinigte Staaten     | Antonio Esfandiari   | 0.257.072        |
| 12    | Vereinigte Staaten     | Byron Kaverman       | 0.257.072        |
| 13    | Vereinigtes Konigreich | Salman Behbehani     | 0.216.999        |
| 14    | Vereinigte Staaten     | Scott Seiver         | 0.216.999        |
| 15    | Vereinigtes Konigreich | Charlie Carrel       | 0.187.772        |
| 16    | Vereinigte Staaten     | Daniel Colman        | 0.187.772        |
| 17    | Vereinigte Staaten     | Simon Lam            | 0.166.666        |
| 18    | Russland               | Igor Kurganow        | 0.166.666        |
| 19    | Vereinigte Staaten     | Nick Petrangelo      | 0.166.666        |
| 20    | Vereinigte Staaten     | Connor Drinan        | 0.166.666        |